# موريس تورنر (لاعب كرة قدم أمريكية)
موريس تورنر (بالإنجليزية: Maurice Turner)‏ هو لاعب كرة قدم أمريكية أمريكي، ولد في 10 سبتمبر 1960 في مدينة سولت ليك في الولايات المتحدة.

## وصلات خارجية
- موريس تورنر على موقع مرجع كرة القدم المحترفة.كوم (الإنجليزية)